# Esteban Tavares
Esteban Tavares (nome artístico de Rodrigo da Fonseca Tavares, Camaquã, 12 de abril de 1982) é um cantor, compositor e multi-instrumentista brasileiro, conhecido por ter sido baixista da banda Fresno.
Ele dividia a maioria das composições da Fresno com Lucas Silveira, e também compôs músicas como: “Vai Pagar Caro por me Conhecer” e "Sua Canção" para seus amigos da banda Gloria.
É torcedor fanático do Sport Club Internacional e diversas vezes aparece com a camiseta do clube em vídeos e fotos. Ele também não foge de suas raízes, em seu teclado possui adesivos da bandeira do estado do Rio Grande do Sul e também a bandeira da Argentina.

## Biografia

### Início da carreira
Aos 11 anos aprendeu a tocar bateria, e aos 13 já tocava guitarra. Começou sua carreira musical tocando em bares na noite, ainda menor de idade. Tavares passou por diversas cidades antes de chegar a São Paulo, tais como Curitiba, Pelotas e Porto Alegre.
Antes de se tornar membro da Fresno, Tavares foi responsável pela produção de dois de seus álbuns, tendo editado em seu apartamento no Rio Grande do Sul os trabalhos Quarto dos Livros, de 2003, e O Rio, A Cidade, A Árvore, de 2004. 

### Abril
Em 2004, fundou a banda independente gaúcha de punk rock aBRIL. Durante esse período, a banda se reunia para fazer alguns shows, incluindo um tradicional show de fim de ano em Porto Alegre. A banda era composta por Rodrigo Tavares (guitarra e vocal), Cassiano Derenji (guitarra) e os irmãos Airton Ruschel (baixo) e Rodrigo Ruschel (bateria), que também foi chamado para tocar na Fresno em 2008.
No ano de 2005, a Abril lançou o álbum "O Que Te Faz Feliz?", bem reconhecido na cena independente.
Com a saída de Tavares da Fresno em 2012, a banda retomou as atividades, porém, em 2013, Tavares anunciou o fim da banda, pois nada era produzido desde 2006. Tavares também afirmou que estava cansado de tomar todas as decisões pela banda, e, sendo assim, preferiu continuar apenas com o Esteban e seus projetos paralelos.

### Fresno
Em 2006, foi convidado para ser baixista da banda Fresno.
Em agosto de 2010, lançaram o CD "Revanche", dito pelos integrantes da banda como o melhor CD da Fresno até então, e notavelmente mais "pesado" que os anteriores.
Em dezembro de 2011 a banda lançou virtualmente seu trabalho mais pesado, o EP temático intitulado "Cemitério das Boas Intenções" pela sua página oficial do Facebook.
No dia 29 de março de 2012, Tavares anunciou sua saída da Fresno para se dedicar ao seu projeto solo Esteban e, também, para se dedicar a parceria com Humberto Gessinger  . O baixista integrou grupo durante 5 anos e participou da gravação de três discos e dois DVD's.

### Trio Grande do Sul
Tavares em 2012 fez um novo projeto paralelo na sua carreira, se juntou com Humberto Gessinger (Engenheiros do Hawaii) e com Paulinho Goulart e formou o "Trio Grande do Sul". O trio se reúne em Porto Alegre para tocar músicas de origem Gaúcha.

### Esteban
Esteban é o nome do projeto solo de Rodrigo Tavares, no qual ele toca todos os instrumentos incluindo violão, piano, e, nas gravações, guitarra, bateria e outras coisas. Em alguns shows uma banda o acompanha, em outro, ele toca apenas com um teclado e um violão. O nome dado ao seu primeiro CD, "iAdiós, Esteban!", representa o fato de Tavares estar se despedindo de seu "antigo eu" (o "Tavares de 2009"). "Em 2009 eu era um babaca" - disse quando questionado em rede social. O primeiro single do CD foi a música "Canal 12". Uma das primeiras músicas divulgadas do projeto 'Esteban' foi 'Sophia' que é dona de um grande sucesso até hoje juntamente com a música 'Pianinho'. O nome "Adiós Esteban" surgiu a partir de uma foto que uma amiga do Tavares mandou quando estava no Uruguai, ele viu a foto e gostou, então decidiu escolher esse nome para seu primeiro CD.
Tavares em entrevista disse que fez a música 'Sophia' e postou só mesmo por diversão e acabou gerando uma repercussão muito boa levando assim ele a postar mais músicas e a seguir com o projeto. Tavares também criou este projeto pois havia muitas músicas que o próprio fazia, e estas  não 'serviam' para atual banda em que ele fazia parte (A Fresno). Daí, então, a vontade de seguir adiante com o projeto aumentou. O álbum ¡Adiós, Esteban! foi lançado dia 20 de agosto de 2012 e foi disponibilizado em duas versões: download gratuito e o CD físico para compra.
Recentemente, Tavares acompanhou Humberto Gessinger, líder dos Engenheiros do Hawaii em seu 2° trabalho solo.

### Insular - Humberto Gessinger
Entre 2013 a 2015 fez uma tour com Humberto Gessinger no projeto do álbum Insular, na qual compôs a música "Tchau Radar, a Canção".

### Saca La Muerte de Tu Vida
No final de 2014, Esteban lançou a campanha para o financiamento do novo álbum com a ajuda dos fãs. O cantor precisaria arrecadar cerca de R$ 51.660,00 para a produção do novo CD, que estava para ser lançado ainda em 2015. Este álbum corrobora dois anos de trabalho e o acúmulo de anos vividos, trabalhando  Humberto Gessinger, Aaron Marsh e outros, seguindo linhas musicais que destoam entre si desde o já marcante rock gaudério e o ritmo da milonga, o lo-fi, new wave oitentista caracterizado pela influencia de seu produtor e ídolo Aaron Marsh, da banda norte-americana Copeland, e por fim o hard rock de velha guarda presente na faixa "Me Sinto Humano" sintetizam a catarse e toda a bagagem musical atual de Rodrigo.
O "Saca La Muerte de Tu Vida" foi lançado dia 8 de junho para quem ajudou a patrocinar o álbum e dia 9 para as demais pessoas no formato digital.

### Eu, Tu e o Mundo
Álbum lançado em março de 2017 com apoio da Sony Music Brasil. O álbum trouxe as faixas "Primeiro avião, Basta, Sétima maior, Sobre você, Fotos instantaneas, Naquela esquina, Talvez e Partindo. Contando ainda com regravações de Muda, Tango novo e Chacarera de saudade. Teve como músicas influentes a "Primeiro avião e Noites de berlim".
Todas as faixas foram gravadas em estúdio e postadas pela Vevo no YouTube e no app Spotify. Como participação especial a cantora  Tay Galega em Tango Novo.

### Toda Mañana Tendrás Una Nueva Canción: Santa Fe
Em dezembro de 2019, o Esteban Tavares liberou seu álbum de estúdio chamado “Toda Manãna Tendrás Una Nueva Canción: Santa Fé” nas plataformas de streaming. Uma das faixas, “Toda Manãna Tendrás Una Nueva Canción”, é cantada inteira em espanhol.

### Atualmente
Em 2021, participa e produz o single “Coração Barulhento“, da banda paulista Submerso.
Em 2022, anunciou a tour de 10 anos do ¡Adiós Esteban!, na qual tocará o álbum na íntegra.

### Vida pessoal
Namorou a youtuber Karol Queiroz.

## Prêmios e indicações

### Individuais
| Ano  | Prêmio                                     | Categoria             | Resultado |
| ---- | ------------------------------------------ | --------------------- | --------- |
| 2009 | VMB 2009                                   | Baixista do Ano       | Venceu    |
| 2010 | Prêmio Multishow de Música Brasileira 2010 | Melhor instrumentista | Venceu    |
| 2012 | Rock Show 2012                             | Melhor baixista       | Venceu    |
| 2012 | Prêmio Açorianos 2012                      | Intérprete de Pop     | Indicado  |

### Conjuntos
| Ano  | Prêmio                                     | Categoria          | Resultado |
| ---- | ------------------------------------------ | ------------------ | --------- |
| 2007 | VMB 2007                                   | Banda Revelação    | Venceu    |
| 2008 | VMB 2008                                   | Artista do ano     | Indicado  |
| 2009 | VMB 2009                                   | Artista do ano     | Venceu    |
| 2009 | VMB 2009                                   | Melhor Artista Pop | Venceu    |
| 2009 | Prêmio Multishow de Música Brasileira 2009 | Melhor Grupo       | Venceu    |
| 2009 | Prêmio Multishow de Música Brasileira 2009 | Melhor Clipe       | Indicado  |
| 2010 | VMB 2010                                   | Artista do Ano     | Indicado  |
| 2010 | VMB 2010                                   | Melhor Artista Pop | Indicado  |
| 2010 | Prêmio Multishow de Música Brasileira 2010 | Melhor Grupo       | Indicado  |
| 2010 | Prêmio Multishow de Música Brasileira 2010 | Melhor DVD         | Indicado  |
| 2010 | Prêmio Multishow de Música Brasileira 2010 | Melhor Show        | Indicado  |
| 2011 | VMB 2011                                   | Hit do Ano         | Indicado  |
| 2011 | Prêmio Multishow de Música Brasileira 2011 | Melhor Grupo       | Indicado  |
| 2011 | Prêmio Multishow de Música Brasileira 2011 | Melhor Clipe       | Indicado  |
| 2011 | Prêmio Multishow de Música Brasileira 2011 | Melhor Álbum       | Indicado  |
| 2014 | Prêmio Açorianos 2014                      | Compositor de Pop  | Indicado  |
| 2014 | Prêmio Açorianos 2014                      | Álbum de Pop       | Indicado  |

## Discografia

### Álbuns
Estado das Coisas
- Entre o Olho e a Garganta (2003)

aBRIL
- O Quê Te Faz Feliz? (2005)

Fresno
- MTV Ao Vivo 5 Bandas de Rock (2007)
- Redenção (2008)
- Revanche (2010)
- Cemitério das Boas Intenções (2011)

Beeshop
- The Rise and Fall of Beeshop (2010), como baterista

Esteban
- ¡Adiós Esteban! (2012)
- Smokers in Airplanes (2013)
- Liquid Love Reality (2014)
- Saca la Muerte de tu Vida (2015)
- Eu, Tu e o Mundo (2017)
- Toda Mañana Tendrás Una Nueva Canción: Santa Fe (2019)

Humberto Gessinger
- Insular (2013), como guitarrista
- Insular ao Vivo (2014) ,como guitarrista

## Videografia

### DVDs
- MTV Ao Vivo 5 Bandas de Rock (2007)
- O Outro Lado da Porta - Fresno (2009)
- Insular ao Vivo - Humberto Gessinger (2014)

### Videoclipes
- "Tudo Ou Nada" - aBRIL (2005)
- "Alguém Que Te Faz Sorrir" - Fresno (2006)
- "Pólo" (ao vivo) - Fresno (2007)
- "Uma Música" - Fresno (2008)
- "Alguém Que Te Faz Sorrir" (Segunda Versão) - Fresno (2008)
- "Desde Quando Você Se Foi" - Fresno (2009)
- "Deixa o Tempo" - Fresno (2010)
- "Eu Sei" - Fresno (2011)
- "Porto Alegre - Fresno (2011)
- "Sentado à Beira do Caminho" - Fresno (2012)
- "Canal 12" - Esteban (2012)
- "Follow feat. Stephen Christian (Anberlin) - Esteban (2013)
- "Segunda-Feira (ao vivo)" - Esteban (2015)
- "Cigarros e Capitais (ao vivo)" - Teatro Mars - São Paulo-SP (2016)
- "Carta aos Desinteressados" - Esteban (2017)
- "Primeiro Avião Acústico" - Esteban (2018)